# Lajos Ferenc battenbergi herceg
Ez a szócikk Lajos Ferenc battenbergi hercegről, India alkirályáról és Burma grófjáról szól. Édesapját, Milford Haven őrgrófját és Battenberg hercegét lásd itt: Lajos Sándor battenbergi herceg.
Lajos Ferenc battenbergi herceg, vagy Mountbatten Lajos Ferenc burmai Mountbatten gróf vikomt és Romsey báró (születésekor németül: Prinz Louis Franz von Battenberg, 1917-től angolul: Lord Louis Francis Mountbatten, 1947-től angolul: 1st Earl and Viscount Mountbatten of Burma, Baron Romsey, teljes nevén Louis Franz Albert Victor Nicholas; Windsor, 1900. június 25. – Sligo Bay, 1979. augusztus 27.) battenbergi herceg, India alkirálya és főkormányzója, Burma grófja, illetve vikomtja, Romsey bárója, a Brit Királyi Hadsereg parancsnoka. Fülöp edinburgh-i herceg anyai nagybátyja. 1979-ben az IRA által elkövetett merénylet során vesztette életét.

## Származása és gyermekkora
Lajos Ferenc herceg – a családban Dickie – 1900-ban született a windsori Frogmore házban Lajos Sándor battenbergi herceg és Viktória hessen–darmstadti hercegnő legifjabb gyermekeként, illetve második fiaként. Édesapja egy morganatikus házassággal létrejött családba született, míg édesanyja egyike volt Viktória brit királynő unokáinak. Viktória hercegnő egyik húga, Alix hercegnő feleségül ment II. Miklós orosz cárhoz, és Alekszandra Fjodorovna néven orosz cárné vált belőle. Gyermekként Lajos Ferenc herceg sok időt töltött a szentpétervári cári udvarban, ahol meghitt viszonyba került a cár harmadik leányával, Marija Nyikolajevna nagyhercegnővel.
Lajos Sándor herceg német származása ellenére is a Brit Királyi Haditengerészetben szolgált, és angol állampolgárságot kapott. A család ennek megfelelően Angliában lakott, itt élték meg az első világháború kitörését.
A világháború nehéz helyzetbe sodorta a családot, hiszen német származásuk heves ellenszenvet váltott ki az angolokból. Többek között ez késztette arra Lajos Sándor herceget, hogy önként leköszönjön a Brit Királyi Haditengerészet parancsnoki tisztjéről (First Sea Lord). 1917-ben a fokozódó németellenesség okán Lajos Sándor herceg lemondott német címeiről, és felvette az angolos Mountbatten családnevet, V. György brit király pedig Milford Haven őrgrófjává (Marquess of Milford Haven) nevezte ki őt. Ugyanebben az évben megdöntötték a cárizmust Oroszországban, fogságba vetve a cári családot. 1918-ban, a bolsevik kormány hatalomra jutása után II. Miklóst és családját – beleértve Marija nagyhercegnőt is – kivégezték. Az 1920-as években több nő is a legifjabb nagyhercegnőnek, Anasztaszijának adta ki magát. Mivel Lajos Ferenc közeli ismertségben áll a cári családdal, érdekelt lett a magukat Anasztaszijának tartó nők rejtélyének kiderítésében.

## Katonai pályája
Lajos Ferenc herceg a Lockers Park Iskolában (Lockers Park School) és a Tengerészeti Kadétiskolában (Naval Cadet School) eltöltött évek után csatlakozott a Királyi Haditengerészethez, nem sokkal a világháború kitörése előtt. 1922-ben elkísérte a trónörököst, Eduárd walesi herceget indiai körútjára, megalapozva ezzel barátságuk kezdetét. Jó kapcsolatuk egészen Eduárd trónralépéséig megmaradt, ám utána a király lemondásának körülményei miatt elhidegültek egymástól. Lajos Ferenc hűséges és megbízható támogatója lett Albert György yorki hercegnek, aki VI. Györgyként foglalta el az Egyesült Királyság trónját.

### A világháborúban és India utolsó alkirályaként

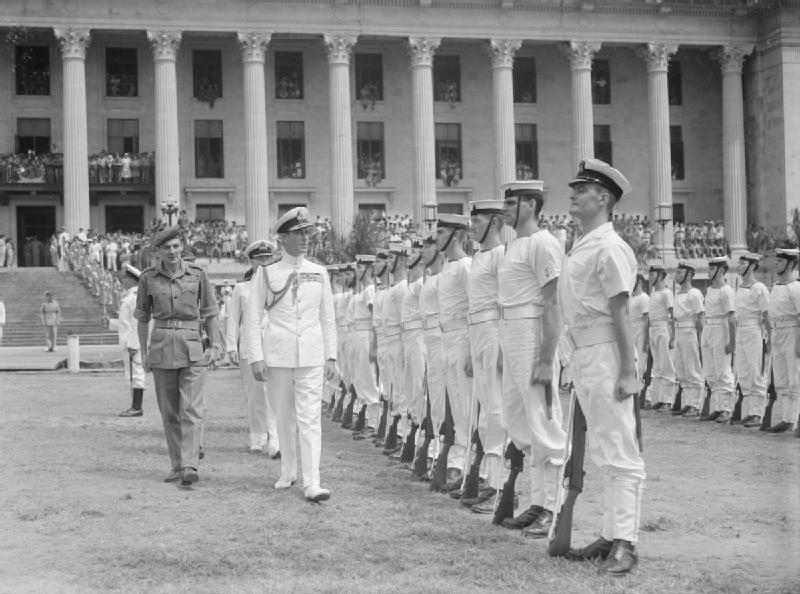
Lord Mountbatten Szingapúrban (1945)

A második világháborúban Lajos Ferenc az 5. Romboló Flottillához (5th Destroyer Flotilla) csatlakozott, és a HMS Kelly rombolóra osztották be. 1940 májusának elején a herceg vezette a Namsos hadjáratban részt vevő szövetséges erők evakuálását. Szintén 1940-ben találta fel Lord Mountbatten a Mountbatten rózsaszínt (Mountbatten Pink), melyet álcázó színként alkalmaztak. Első hajója, a HMS Kelly 1941 májusában süllyedt el a krétai csata során. 1941. augusztusában a HMS Illustrious kapitányának nevezték ki, ám ez időben a hajót a Virginia állambeli Norfolkban javították egy januári összecsapás következményeként. Októbert 27-én Winston Churchill jóvoltából Lajos Ferenc felváltotta Roger Keyest az Egyesített Műveletek Főhadiszállásának (Combined Operations Headquarters) vezéri székében. 1942. augusztus 19-én személyesen vezette a dieppe-i csatát, melynek során több ezer kanadai katona halt meg vagy tűnt el. A történészek később őt tették felelőssé a szövetséges erők ezen vereségéért.
1942 végén Churchill elé terjesztette a Habakkuk tervet, mely sohasem valósult meg. 1943 októberében a brit miniszterelnök a délkelet-ázsiai front „Legfőbb Szövetséges Parancsnokának” (Supreme Allied Commander) nevezte ki őt. Főhadiszállását Srí Lankán, a kandi királyi palotában állította fel. Kevésbé gyakorlatias és hasznos ötleteit az alezredese által vezetett csapat igyekezett hangsúlytalanná tenni. Tisztségéből adódóan Lajos Ferenc felügyelte Burma visszafoglalását a japánoktól, melyet William Slim ezredes vezetett. Parancsnoki pozíciója 1946-ban, a SEAC feloszlatásával szűnt meg. 1946. augusztus 23-án Lajos Ferencet kinevezték Burma vikomtjává (Viscount Mountbatten of Burma), melyet 1947. október 28-án a Burma grófja (Earl Mountbatten of Burma) cím követett. Ugyanekkor szerezte meg Romsey bárói címét is (Baron Romsey).

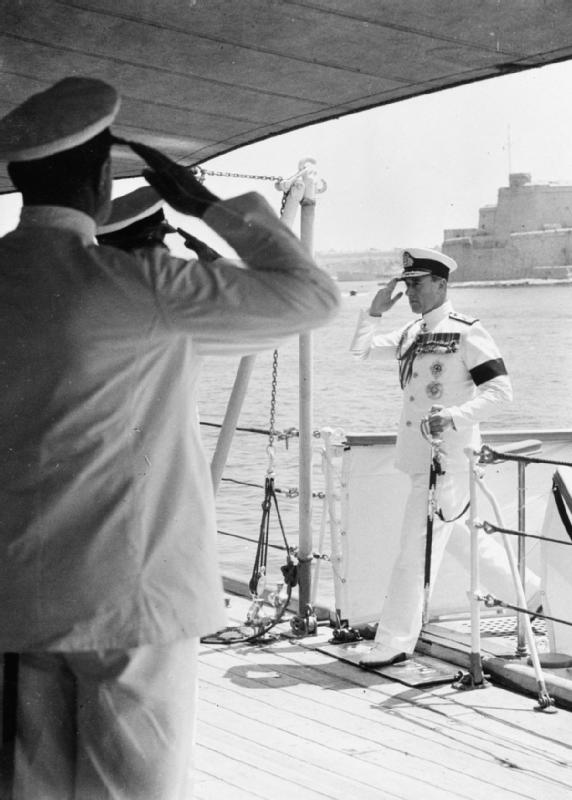
Lajos Ferenc herceg a HMS Glasgow fedélzetén (1952. május 16.)

A terület jó ismerete és a Munkáspárttal való szimpatizálása miatt Clement Attlee brit miniszterelnök 1947. február 12-én kinevezte Lord Mountbattent a brit gyarmatok közé tartozó India alkirályának. Alkirályként ő felügyelte Pakisztán elszakadási kérelmét Indiától. A herceg erős, bizalmon alapuló kapcsolatot alakított ki az indiai hercegekkel, akik ennek köszönhetően elfogadták az önálló Pakisztán létrejöttét. Az alkirály szoros barátságot kötött Dzsaváharlál Nehruval, és Mahátma Gandhival is baráti viszonyt alakított ki; ezzel szemben az újonnan megalakult Pakisztán főkormányzójával, Mohammed Ali Dzsinnával képtelen volt együttműködni.
1947. augusztus 14-én éjfélkor kikiáltották Pakisztán és India függetlenségét. Lord Mountbatten még tíz hónapot töltött Újdelhiben, hogy 1948 júniusáig a független India első főkormányzójaként szolgáljon. 1948-ban a főkormányzói tisztséget Csakravarti Rajagopalacsari vette át, 1950-ben pedig Indiában kikiáltották a köztársaságot.

### Későbbi pályafutása
India elhagyása után Lajos Ferenc herceg a Földközi-tengeri flottánál szolgált, illetve a törzstiszti rangot viselte az Admiralitásban. 1955-ben leváltotta Sir Rhoderick McGrigort a Brit Királyi Haditengerészet parancsnoki székében, megkapva ezzel a First Sea Lord címet. Négy év után, 1959-ben köszönt le, hogy a Brit Királyi Hadsereg fejévé lépjen elő (Chief of Defence Staff). Mindkét cím megszerzése nagy elégtételt jelentett számára, hiszen 1914-ben édesapja német származása miatt mondott le a Királyi Haditengerészet vezetéséről. 1965-ben, hat év után váltották le a hadsereg éléről.
1967-ben Lord Mountbatten részt vett egy találkozón a sajtómágnás és MI5-ös ügynökkel, Cecil Kinggel a brit kormány tudományos tanácsadójával, Solly Zuckerman báróval. King egy puccsot akart végrehajtani a krízis sújtotta, Harold Wilson vezette munkáspárti kormány ellen, és arra unszolta Lajos Ferencet, hogy legyen a „nemzetet megmentő új kormány” vezetője. Noha Lord Mountbatten fontolóra vette az ajánlatot, Zuckerman teljes mértékben elutasította azt, így a puccsból végül nem lett semmi. Harold Wilson mindazonáltal megsejthetett valamit, mert nyomozást rendelt el, ám nem találtak bizonyítékokat.
1973-ban elment Torontóba, hogy találkozzon a dieppe-i veteránokkal. A hírre egész Kanada egy emberként hördült fel, és még a királyhű konzervatív sajtó egy része is, mint a „dieppe-i mészárost” emlegette, aki ezzel a látogatásával még meg is gyalázza a hősi halottakat és provokálja Kanada népét.
Mountbatten a hivatalos fogadás alatt beszédet tartott, és míg kint az utcán százezrek hangosan tiltakoztak, a teremben a veteránok, az özvegyek és árvák fekete ruhában megvető és fagyos némasággal hallgatták végig a lord kínos magyarázkodását. Később, amikor az IRA meggyilkolta, a kanadaiak úgy vélték, Isten keze sújtott le rá, és sokan csak ekkor tették le a gyász jelét.
1974-ben Lord Mountbattent kinevezték „Wight szigetének királyi helytartójává” (Lord Lieutenant of the Isle of Wight). E címét haláláig viselte, amikor is Sir John Nicholsonra szállt tovább. 1967-től 1978-ig ő volt az United World Colleges elnöke, majd később a dél-walesi Atlantic College képviselője lett. Elnöksége alatt jöttek létre az UWC dél-ázsiai, valamint a kanadai szervezetei. 1978-ban lemondott elnöki címéről a walesi herceg javára.

## Házassága és gyermekei

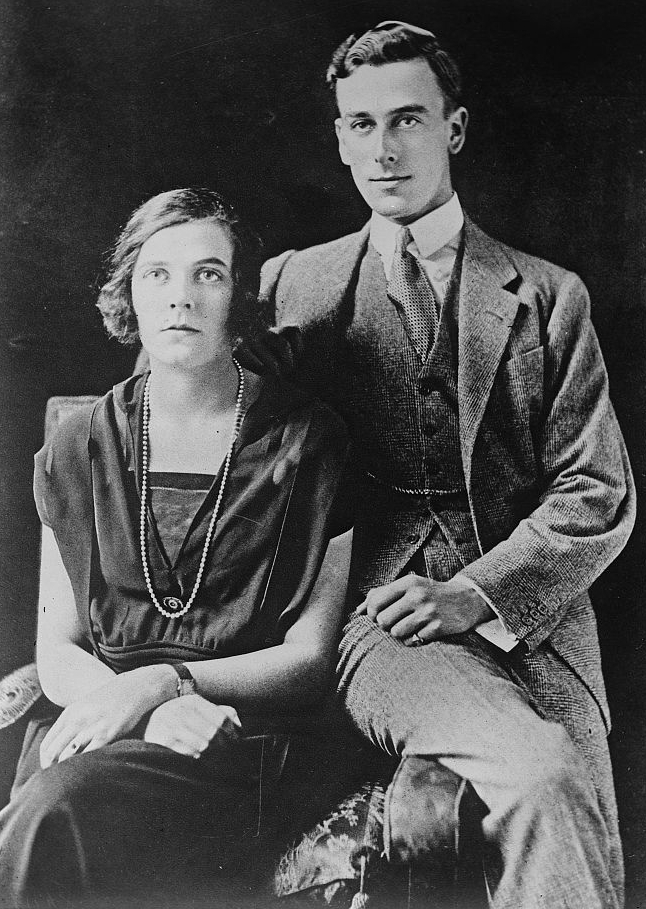
Lajos Ferenc és felesége (1922 körül)

Lajos Ferenc 1922-es indiai utazása során találkozott jövendőbelijével, Edwina Cynthia Anette Ashley-vel, Mount Temple bárójának leányával. Edwina egyike volt a dúsgazdag bankár, Sir Ernest Cassel unokáinak. 1922. július 18-án Londonban házasodtak össze, kapcsolatukból két leány született:
- Patrícia Edvina Viktória (1924. február 14. – 2017. június 13.), feleségül ment John Knachtbull brabourne-i báróhoz
- Pamela Kármen Lujza (1929. április 19. –), David Nightingale Hicks neje.

Mind Lajos Ferenc, mind Edwina követtek el házasságtöréseket a másik tudtával. Az 1930-as években Edwinának hosszan tartó viszonya volt Nehruval, mely nyílt titoknak számított. Lord Mountbattenről az a pletyka terjedt el, hogy biszexuális, bár első szerelmének, az 1918-ban kivégzett Marija Nyikolajevna orosz nagyhercegnőnek fényképét élete végéig az ágya mellett tartotta. Lajos Ferenc egyike volt Károly walesi herceg mentorainak; a brit trónörökössel egy életre szóló barátságot kötött.
Az öröklési rend szerint ha egy nemesnek nincsenek fiai, akkor címei ugyan női ágon öröklődhetnek, ám azt egy férfinak kell viselnie. Lajos Ferenc mindig is szoros, jó kapcsolatot ápolt legidősebb leányával, Patríciával, így azt kívánta, halála után kivételesen leánya örökölje Mountbatten grófi címét.

## Halála
Lajos Ferenc herceg a nyarakat általában az írországi Mullaghmore mellett található nyaralójában töltötte, közel Bundoranhoz. Bundoran az IRA önkénteseinek kedvelt tartózkodási helye. 1979. augusztus 27-én a herceg kihajózott Shadow V nevű halászhajójával annak ellenére, hogy figyelmeztették az esetleges veszélyekre. Mielőtt elhagyták volna a Donegal Bayt, az IRA távirányítású bombája felrobbantotta a hajót. A merénylet során életét vesztette Lajos Ferenc herceg; illetve unokája, Nicholas Knatchbull, valamint a tizenöt éves Paul Maxwell, a személyzet tagja. Lajos Ferenc idősebb leányának anyósa, a nyolcvanharmadik évében járó Doreen Knatchbull özvegy brabourne-i báróné a robbanást követő napon belehalt a sérüléseibe. Lajos Ferenc leánya, Patrícia és férje, illetve másik gyermekük, Timót komoly sérüléseket szenvedtek ugyan, de túlélték a detonációt.
Patrick Hillery ír miniszterelnök és Jack Lynch is részt vettek a herceg emlékére tartott dublini misén. A Westminster-apátságban lezajlott temetési ünnepségét a televízió is közvetítette. Lord Mountbatten herceget a Romsey apátságban helyezték örök nyugalomra. Mountbatten grófi címét – óhajának megfelelően – legidősebb leánya, Patrícia örökölte.